# Hypnum flagellare
Hypnum flagellare là một loài Rêu trong họ Hypnaceae. Loài này được (T.J. Kop. & D.H. Norris) T.Y. Chiang mô tả khoa học đầu tiên năm 1995.